# Orion (Q165)
För andra betydelser, se Orion (olika betydelser).
Orion (Q165) var en ubåt av Orion-klass i den franska flottan som togs i bruk 1932. Hon tjänstgjorde under andra världskriget tills hon beslagtogs av Storbritannien i juli 1940. Efter det blev hon kannibaliserad för reservdelar, sedan avskriven och skrotad.

## Design
Orion-klassen hade en längd på 67 meter, en bredd på 6,2 meter, ett djupgående på 4,4 meter och kunde dyka upp till 80 meter. De hade ett deplacement vid ytan på 558 ton och ett deplacement under ytan på 787 ton. Framdrivningen vid ytan sköttes av två Sulzer dieselmotorer på 1 400 hästkrafter (1 044 kW) och under ytan av två elmotorer på 1 000 hästkrafter (746 kW), vilket möjliggjorde hastigheter på 14 knop (26 km/h) vid ytan och 9 knop (17 km/h) under ytan. Räckvidden var 4 000 nautiska mil (7 400 km) vid 10 knop (19 km/h) på ytan och 82 nautiska mil (152 km) vid 5 knop (9,3 km/h) under vatten.
Orion-klassen hade sex 55 cm och två 40 cm torpedtuber. Tre av 55 centimetertuberna fanns i fören och ytterligare två i ett främre externt roterande torn, och ett bakre externt roterande torn innehöll den sjätte 55-centimeterstuben och de två 40 centimetertuberna. Varje ubåt hade också en 7,6 cm M1 däckskanon, en 13,2 mm kulspruta och två 8 mm kulsprutor. De hade en besättning på tre officerare och 38 sjömän.

## Konstruktion
Orion beställdes i december 1927 som en del av 1928 års flottprogram. Hon kölsträcktes den 9 juli 1929 på Ateliers et Chantiers de la Loire i Nantes, Frankrike. Hon sjösattes den 21 april 1931 och togs i bruk i Brest, Frankrike, den 5 juli 1932 med flaggskeppsnummer Q165.

## Tjänstgöring
När andra världskriget inleddes den 1 september 1939 med den tyska invasionen av Polen ingick Orion i den 12:e ubåtsdivisionen i den 2:a ubåtsskvadronen i den 6:e skvadronen i Oran i Algeriet. I oktober 1939 seglade Orion till Casablanca i Franska Marocko, varifrån hon genomförde patruller i Atlanten utanför Kanarieöarna. Den 4 mars 1940 fick Orion en sprucken cylinder i en av sina dieselmotorer, vilket tvingade henne att fortsätta till Cherbourg, Frankrike, för reparationer som inte förväntades vara klara förrän den 1 september 1940. I Cherbourg plockades hennes dieselmotorer isär och hennes batterier togs bort.
Tyska marktrupper avancerade in i Frankrike, Nederländerna, Belgien och Luxemburg den 10 maj 1940 och inledde slaget om Frankrike. Italien förklarade krig mot Frankrike den 10 juni 1940 och anslöt sig till invasionen. När de tyska styrkorna närmade sig Cherbourg togs Orion - som fortfarande saknade motor - under bogsering av en belgisk bogserbåt som bogserade henne till England, först till Southampton den 18 juni 1940 och sedan till Portsmouth den 20 juni. Slaget om Frankrike slutade med Frankrikes nederlag och vapenstillestånd med Tyskland den 22 juni 1940 och med Italien den 24 juni. När båda vapenvilorna trädde i kraft den 25 juni 1940 befann sig Orion i Portsmouth.
Efter den franska kapitulationen kom den franska flottan under Vichyregimens kontroll. För att förhindra att franska fartyg hamnade under axelmakternas kontroll genomförde britterna den 3 juli 1940 Operation Catapult - ett försök att beslagta eller göra franska marinfartyg obrukbara. Orion hade bara två besättningsmedlemmar ombord den dagen, och britterna beslagtog henne utan motstånd. Orions befälhavare ogillade att några i besättningen ville ansluta sig till de fria franska styrkorna och beordrade hennes andreman att föregå med gott exempel genom att återvända till Frankrike för att tjäna Vichyregimen. Flera dagar senare begick andremannen självmord den 25 juli 1940 på grund av den stress han upplevde under konfrontationen mellan de Vichy- och Fria Frankrike-vänliga fraktionerna i besättningen.
Orion blev aldrig sjöduglig igen. För att hålla de fria franska flottstyrkornas ubåtar Junon och Minerve operativa kannibaliserades hon på reservdelar. Medlemmar ur hennes besättning bemannade under tiden de fria franska flottstyrkornas slup Commandant Dominé, som britterna också hade beslagtagit från den franska flottan.
Orion ströks från flottans register antingen i april 1943 eller den 26 mars 1946, enligt olika källor, och skrotades.